# Rachel i el foraster
Rachel i el foraster (original: Rachel and the Stranger) és un western romàntic en blanc i negre dirigit per Norman Foster, estrenat el 1948 i doblat al català. Protagonitzat per Loretta Young, William Holden i Robert Mitchum, la pel·lícula de Foster és de les poques que encara el paper de dones en el camí cap a l'oest. Es basa en el conte Rachel de Howard Fast.
Malgrat el seu baix pressupost, la pel·lícula va ser la més exitosa de la RKO d'aquell any, amb 350,000 dòlars de recaptació.

## Argument
David Harvey (William Holden) és un granger vidu que viu amb el seu fill Davey (Gary Gray) en una aïllada granja d'Ohio. Vol que el seu fill tingui l'educació que la seva mare hagués volgut, és a dir, que vagi a una bona escola i estudiï La Bíblia i tingui bones maneres. Llavors se'n va a l'assentament més proper i consulta Parson Jackson (Tom Tully) i David es casa amb Rachel (Loretta Young), una serventa, perquè els ajudi en les feines domèstiques i s'ocupi de l'educació del noi.
El seu matrimoni, tanmateix, és només sobre el paper. Rachel serveix més com a minyona que com una muller i a Davey no sent un vertader afecte per ella i el molesta que intenti reemplaçar la seva mare morta, Susan. Tot canviarà amb la presència d'un amic de la família (i anterior pretendent de Susan), Jim Fairways (Robert Mitchum) que passa uns dies amb ells i s'enamora de Rachel. Quan s'ofereix a comprar-la, David ha de lluitar per quedar-se-la i descobreix el seu amor en el procés.

## Repartiment
- Loretta Young: Rachel Harvey
- William Holden: David Harvey
- Robert Mitchum: Jim Fairways
- Gary Gray: Davey
- Tom Tully: Parson Jackson
- Sara Haden: Mrs. Jackson
- Frank Ferguson: Mr. Green
- Walter Baldwin: Gallus
- Regina Wallace: Mrs. Green